# Падіння дому Ашерів (фільм, 1960)
«Падіння дому Ашерів» (англ. House of Usher) — фільм жахів, який 1960 року зняв режисер Роджер Корман. Вільна інтерпретація однойменного оповідання Едгара Аллана По.
2005 році фільм включено до Національного реєстру фільмів США.

## Сюжет
Молодий житель Бостона Філіп Вінтроп приїжджає до будинку, де мешкає його наречена Мадлен Ашер. Однак слуга спершу не хоче впускати його в будинок, а потім все-таки перепроваджує до господаря Родеріка Ашера. Родерік наполягає на тому, щоб Філіп поїхав, при цьому згадує, що і він, і його сестра хворі і цілком імовірно, що скоро помруть. Філіп не розуміє, про що йдеться, — тоді Родерік пояснює, що страждає на підвищену чутливість усіх органів чуття, що спричиняє важкі страждання. Він просить Філіпа після цього поїхати, проте Мадлен, яка прийшла на шум, благає брата дозволити її нареченому залишитися.
Вінтроп залишається, проте будинок, сама будівля, що стоїть серед похмурої пустки, не сприяє затишному перебуванню. Будівля неабияк занепала, тож постійно загрожує обвалом. Філіп благає дівчину поїхати, проте та відмовляється, мотивуючи це страшними родовими таємницями. Вона приводить нареченого в склеп, де спочивають покійні члени роду. Крім цього там уже є готові труни для Родеріка та Мадлен. Одна з трун (з останками бабусі) падає, і, побачивши скелет, Мадлен непритомніє. Тоді Родерік вирішує утаємничити Філіпа. Виявилося, що одна з жінок роду втопилася в озері, а багато членів роду — злочинці і маніяки. Сам же будинок колись перевезено з Англії. Родерік вважає, що родове зло сконцентрувалося в Мадлен. Однак Філіп відмовляється в це вірити. Він намагається забрати наречену з собою, проте Родерік вирішує перешкодити цьому. Філіп спершу чує крики дівчини, а увійшовши до кімнати, бачить її вже мертвою. Однак насправді дівчина впадає в летаргічний сон, але Родерік все одно влаштовує поховання сестри.
Філіп вирішує залишити будинок. Перед від'їздом він дізнається від слуги Брістола, що серед роду часто зустрічалася каталепсія. Дізнавшись про це, Філіп біжить у склеп і при цьому виявляє, що на труну Мадлен повішено важкий замок. Відкривши труну, Вінтроп і Брістол бачать, що труна порожня. Філіп намагається погрожувати Родеріку, проте той лише говорить, що тіло дівчини перебуває в потайному місці. Вінтроп кидається на пошуки, проте безрезультатно. Вночі він бачить сон, як спускається в склеп, де його зустрічають усі члени роду Ашерів — як ще живі, так уже й давно мертві.
Прокинувшись, Філіп бачить, що починається гроза. Він знову йде до Родеріка, який повідомляє, що Мадлен ще жива, але вже збожеволіла. Раптом лунає страшний крик. Тоді Філіп, Родерік і Брістол знову біжать у склеп, де Філіп бачить порожню труну зі слідами крові навколо. Йдучи кривавими слідами, Вінтроп намагається знайти наречену, проте божевільна дівчина кидається на нього, але переконавшись, що це не Родерік, відпускає його. Її мета — її брат. У цей час у будинку починається пожежа. Коли дівчина намагається задушити Родеріка, на них обвалюються ґрати. Філіпу лише дивом вдається вибратися з охопленої вогнем будівлі. Будинок обрушується, назавжди поглинувши останки членів проклятого роду.

## Саундтрек
У лютому 2011 року вперше випущено саундтрек до фільму.
Список композицій
1. «Overture»
2. «Main Title»
3. «Roderick Usher»
4. «Madeline Usher»
5. «Tormented»
6. «Lute Song»
7. «Reluctance»
8. «The Sleepwalker»
9. «The Vault»
10. «The Ancestors»
11. «House of Evil»
12. «Catalepsy»
13. «Pallbearers»
14. «Buried Alive»
15. «Fall of the House of Usher»

## Актори
1. Вінсент Прайс — Родерік Ашер
2. Марк Деймон[en] — Філіп Вінтроп
3. Мірна Фей[en] — Мадлен Ашер
4. Гаррі Еллерб (англ. Harry Ellerbe) — Брістол
5. Елеанор Лефебер (англ. Eleanor LeFaber) — примара
6. Рут Окландер (англ. Ruth Oklander) — примара
7. Джеральдіна Полетт (англ. Géraldine Paulette) — примара
8. Девід Андар (англ. David Andar) — примара

Ще кілька акторів, які зіграли примар, у титрах не зазначено.